# Ambleville (Val-d'Oise)
Pour les articles homonymes, voir Ambleville.
Ambleville est une commune française située dans le département du Val-d'Oise en région Île-de-France. Ses habitants sont les Amblevillois.

## Géographie

### Localisation
Le village se situe dans le parc naturel régional du Vexin français et domine la rive sud de l'Aubette de Magny. Ambleville est située à 7 km de Magny-en-Vexin, à 5 km de Maudétour-en-Vexin, à 8 km d'Écos, à 11 km de La Roche-Guyon, à 20 km de Vernon et à environ 60 km de Paris.

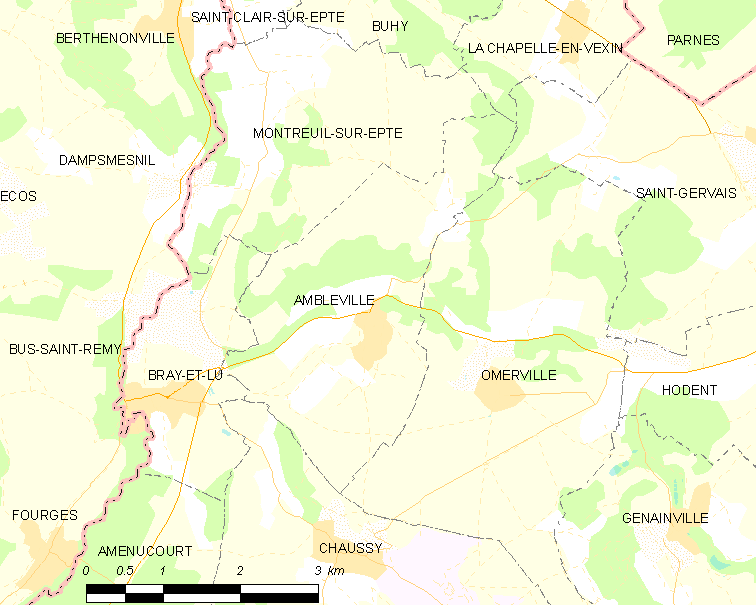
Carte de la commune.
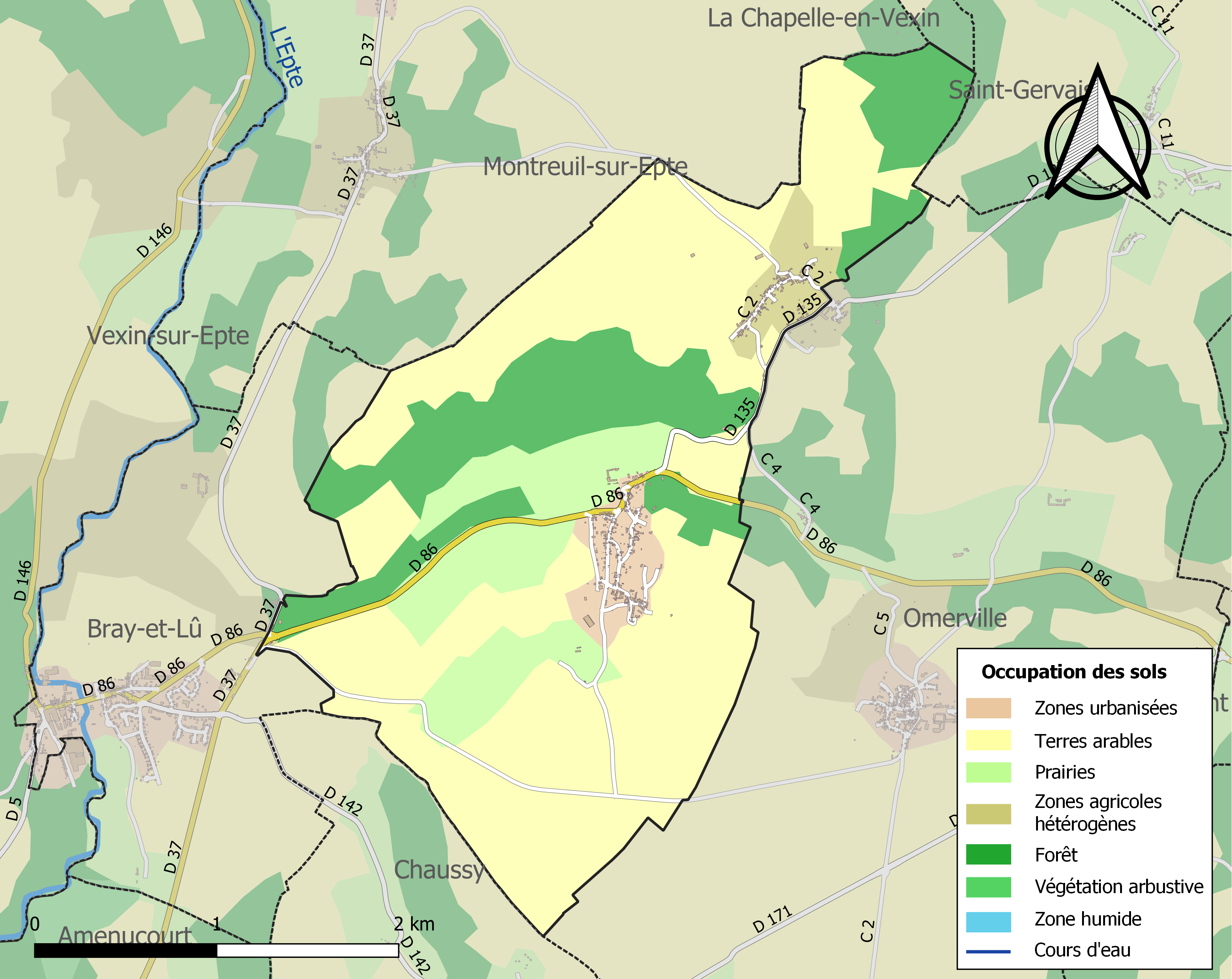
Occupation des sols.

### Communes limitrophes
| Montreuil-sur-Epte | La Chapelle-en-Vexin | Saint-Gervais |
| Bray-et-Lû         | Ambleville           | Omerville     |
|                    | Chaussy              |               |

### Climat
Pour des articles plus généraux, voir Climat de l'Île-de-France et Climat du Val-d'Oise.
En 2010, le climat de la commune est de type climat océanique dégradé des plaines du Centre et du Nord, selon une étude du CNRS s'appuyant sur une série de données couvrant la période 1971-2000. En 2020, Météo-France publie une typologie des climats de la France métropolitaine dans laquelle la commune est exposée à un climat océanique et est dans la région climatique Sud-ouest du bassin Parisien, caractérisée par une faible pluviométrie, notamment au printemps (120 à 150 mm) et un hiver froid (3,5 °C).
Pour la période 1971-2000, la température annuelle moyenne est de 10,8 °C, avec une amplitude thermique annuelle de 14,4 °C. Le cumul annuel moyen de précipitations est de 693 mm, avec 11,7 jours de précipitations en janvier et 8 jours en juillet. Pour la période 1991-2020, la température moyenne annuelle observée sur la station météorologique la plus proche, située sur la commune d'Étrépagny à 19 km à vol d'oiseau, est de 11,3 °C et le cumul annuel moyen de précipitations est de 774,0 mm,. Pour l'avenir, les paramètres climatiques de la commune estimés pour 2050 selon différents scénarios d'émission de gaz à effet de serre sont consultables sur un site dédié publié par Météo-France en novembre 2022.

## Urbanisme

### Typologie
Au 1er janvier 2024, Ambleville est catégorisée commune rurale à habitat dispersé, selon la nouvelle grille communale de densité à sept niveaux définie par l'Insee en 2022.
Elle est située hors unité urbaine. Par ailleurs la commune fait partie de l'aire d'attraction de Paris, dont elle est une commune de la couronne,. Cette aire regroupe 1 929 communes,.

### Habitat et logement
En 2019, le nombre total de logements dans la commune était de 200, alors qu'il était de 207 en 2014 et de 175 en 2009.
Parmi ces logements, 80,8 % étaient des résidences principales, 8,2 % des résidences secondaires et 11 % des logements vacants. Ces logements étaient pour 96,5 % d'entre eux des maisons individuelles et pour 3,5 % des appartements.
Le tableau ci-dessous présente la typologie des logements à Ambleville en 2019 en comparaison avec celle du Val-d'Oise et de la France entière. Une caractéristique marquante du parc de logements est ainsi une proportion de résidences secondaires et logements occasionnels (8,2 %) supérieure à celle du département (1,3 %) mais inférieure  à celle de la France entière (9,7 %). Concernant le statut d'occupation de ces logements, 85,4 % des habitants de la commune sont propriétaires de leur logement (86,2 % en 2014), contre 55,9 % pour le Val-d'Oise et 57,5 pour la France entière.
| Typologie                                               | Ambleville | Val-d'Oise | France entière |
| ------------------------------------------------------- | ---------- | ---------- | -------------- |
| Résidences principales (en %)                           | 80,8       | 92,6       | 82,1           |
| Résidences secondaires et logements occasionnels (en %) | 8,2        | 1,3        | 9,7            |
| Logements vacants (en %)                                | 11         | 6          | 8,2            |

## Toponymie
Le nom de la localité est attesté sous les formes Amblevilla en 1277, Amblainville, Ambreville.
Il s'agit d'une formation toponymique en -ville au sens ancien de « domaine rural », dont l'élément Amble- représente un anthroponyme. Albert Dauzat qui ne cite aucune forme ancienne rapproche Ambleville d'Amblainville (Oise) dont il cite la forme Emblainvilla de 1135 et pour laquelle il propose le nom de personne germanique masculin Amblinus ou féminin Ambla. Si l'on se réfère aux formes anciennes citées pour Ambleville et Amblainville (Umbleville 1104 ; de Omblevilla vers 1130 ; Emblein villa 1135 ; Umblenvilla 1136 ; Amblevilla vers 1160), elles semblent contradictoires.

## Histoire
La commune a refusé en 1995 son intégration au parc naturel régional du Vexin français, avant de finalement le rejoindre en 2008 avec quatre autres communes.

## Politique et administration

### Rattachements administratifs et électoraux
Rattachements administratifs
Antérieurement à la loi du 10 juillet 1964, la commune faisait partie du département de Seine-et-Oise. La réorganisation de la région parisienne en 1964 fit que la commune appartient désormais au département du Val-d'Oise et à son arrondissement de Pontoise après un transfert administratif effectif au 1er janvier 1968.
Elle faisait partie depuis 1793 du canton de Magny-en-Vexin. Dans le cadre du redécoupage cantonal de 2014 en France, cette circonscription administrative territoriale a disparu, et le canton n'est plus qu'une circonscription électorale.
Rattachements électoraux
Pour les élections départementales, la commune est membre depuis 2014 du canton de Vauréal.
Pour l'élection des députés, elle fait partie de la première circonscription du Val-d'Oise.

### Intercommunalité
Ambleville est membre depuis 2013 de la communauté de communes Vexin - Val de Seine, un établissement public de coopération intercommunale (EPCI) à fiscalité propre créé en 2005 et auquel la commune avait transféré un certain nombre de ses compétences, dans les conditions déterminées par le code général des collectivités territoriales.

### Liste des maires
| Période                                  | Période          | Identité                       | Étiquette | Qualité        |
| ---------------------------------------- | ---------------- | ------------------------------ | --------- | -------------- |
| Les données manquantes sont à compléter. |                  |                                |           |                |
|                                          |                  | Napoléon Alfred Eugène Ponsard |           |                |
|                                          |                  | Claude Colas                   |           |                |
|                                          |                  |                                |           |                |
| mars 2001                                | mars 2008        | Didier Leblond                 |           |                |
| mars 2008                                | mai 2020         | Martine Sorel                  | SE        |                |
| mai 2020                                 | 10 novembre 2021 | Philippe Bouillette            |           | Démissionnaire |
| 4 février 2022                           | En cours         | Martine Sorel                  |           |                |

## Population et société

### Démographie
L'évolution du nombre d'habitants est connue à travers les recensements de la population effectués dans la commune depuis 1793. Pour les communes de moins de 10 000 habitants, une enquête de recensement portant sur toute la population est réalisée tous les cinq ans, les populations de référence des années intermédiaires étant quant à elles estimées par interpolation ou extrapolation. Pour la commune, le premier recensement exhaustif entrant dans le cadre du nouveau dispositif a été réalisé en 2005.

En 2022, la commune comptait 390 habitants, en évolution de +3,17 % par rapport à 2016 (Val-d'Oise : +4 %, France hors Mayotte : +2,11 %).
| 1793 | 1800 | 1806 | 1821 | 1831 | 1836 | 1841 | 1846 | 1851 |
| ---- | ---- | ---- | ---- | ---- | ---- | ---- | ---- | ---- |
| 395  | 416  | 488  | 601  | 485  | 471  | 457  | 467  | 458  |

| 1856 | 1861 | 1866 | 1872 | 1876 | 1881 | 1886 | 1891 | 1896 |
| ---- | ---- | ---- | ---- | ---- | ---- | ---- | ---- | ---- |
| 454  | 464  | 443  | 446  | 423  | 440  | 420  | 423  | 409  |

| 1901 | 1906 | 1911 | 1921 | 1926 | 1931 | 1936 | 1946 | 1954 |
| ---- | ---- | ---- | ---- | ---- | ---- | ---- | ---- | ---- |
| 423  | 440  | 405  | 388  | 384  | 328  | 329  | 308  | 331  |

| 1962 | 1968 | 1975 | 1982 | 1990 | 1999 | 2005 | 2006 | 2010 |
| ---- | ---- | ---- | ---- | ---- | ---- | ---- | ---- | ---- |
| 338  | 326  | 317  | 339  | 319  | 350  | 359  | 349  | 420  |

| 2015 | 2020 | 2022 | - | - | - | - | - | - |
| ---- | ---- | ---- | - | - | - | - | - | - |
| 382  | 394  | 390  | - | - | - | - | - | - |

L'évolution du nombre d'habitants est connue à travers les recensements de la population effectués dans la commune depuis 1793. Pour les communes de moins de 10 000 habitants, une enquête de recensement portant sur toute la population est réalisée tous les cinq ans, les populations de référence des années intermédiaires étant quant à elles estimées par interpolation ou extrapolation. Pour la commune, le premier recensement exhaustif entrant dans le cadre du nouveau dispositif a été réalisé en 2005.

En 2022, la commune comptait 390 habitants, en évolution de +3,17 % par rapport à 2016 (Val-d'Oise : +4 %, France hors Mayotte : +2,11 %).
| 1793 | 1800 | 1806 | 1821 | 1831 | 1836 | 1841 | 1846 | 1851 |
| ---- | ---- | ---- | ---- | ---- | ---- | ---- | ---- | ---- |
| 395  | 416  | 488  | 601  | 485  | 471  | 457  | 467  | 458  |

| 1856 | 1861 | 1866 | 1872 | 1876 | 1881 | 1886 | 1891 | 1896 |
| ---- | ---- | ---- | ---- | ---- | ---- | ---- | ---- | ---- |
| 454  | 464  | 443  | 446  | 423  | 440  | 420  | 423  | 409  |

| 1901 | 1906 | 1911 | 1921 | 1926 | 1931 | 1936 | 1946 | 1954 |
| ---- | ---- | ---- | ---- | ---- | ---- | ---- | ---- | ---- |
| 423  | 440  | 405  | 388  | 384  | 328  | 329  | 308  | 331  |

| 1962 | 1968 | 1975 | 1982 | 1990 | 1999 | 2005 | 2006 | 2010 |
| ---- | ---- | ---- | ---- | ---- | ---- | ---- | ---- | ---- |
| 338  | 326  | 317  | 339  | 319  | 350  | 359  | 349  | 420  |

| 2015 | 2020 | 2022 | - | - | - | - | - | - |
| ---- | ---- | ---- | - | - | - | - | - | - |
| 382  | 394  | 390  | - | - | - | - | - | - |

## Culture locale et patrimoine

### Lieux et monuments

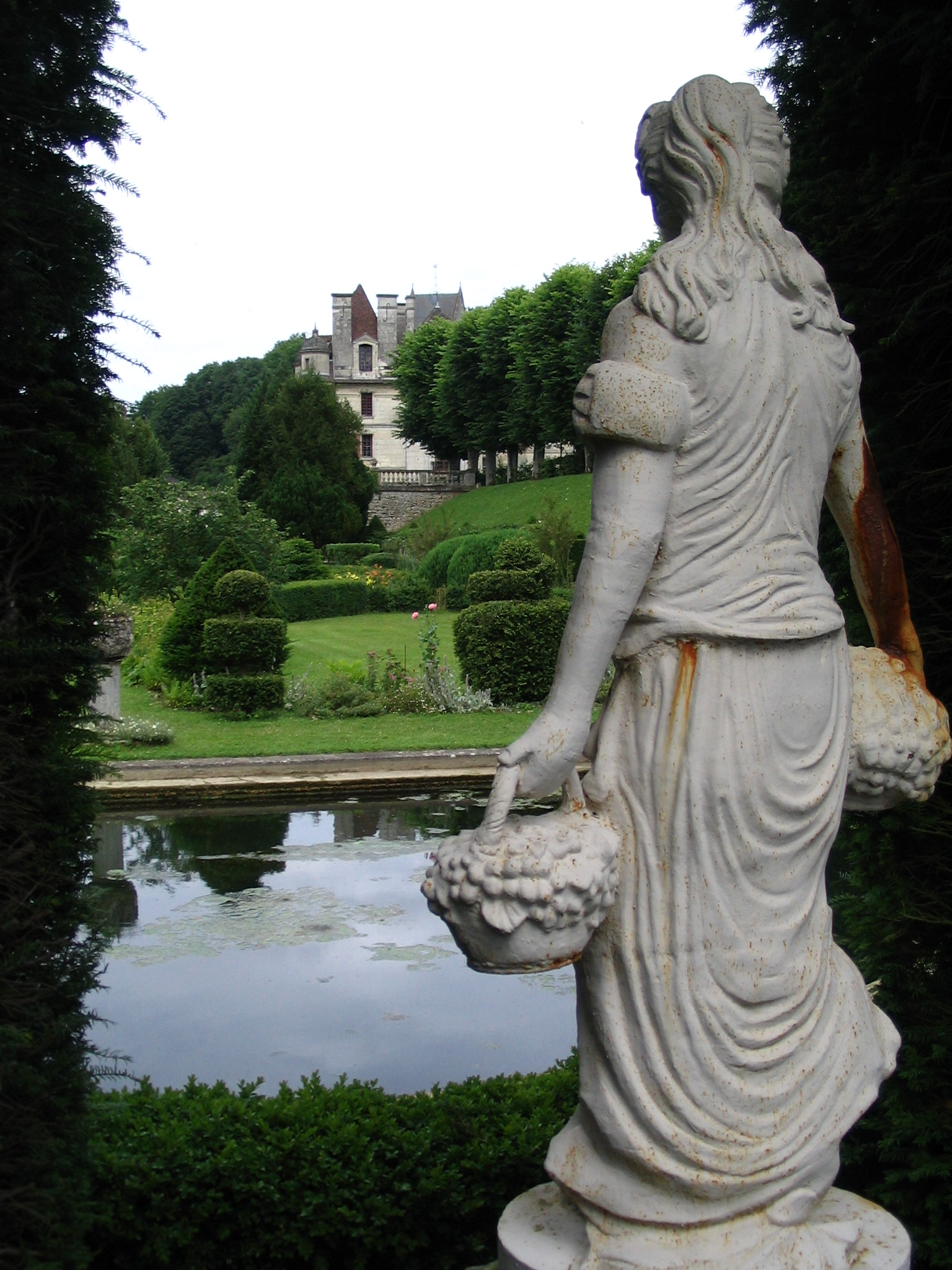
Vue des jardins à l'italienne du château d'Ambleville.

La commune compte un monument historique :
- Le château d'Ambleville (inscrit partiellement et classé monument historique par arrêté du 20 juin 1945[28])

Le château actuel date du règne de Charles IX. Il fut construit par Jean Grappin pour la famille Mornay. L'édifice fut agrandi au cours du XVIIe siècle et est entouré de nos jours d'un beau jardin à l'italienne, retenu pour le pré-inventaire des jardins remarquables.
On peut également signaler : 
- L'église de l'Immaculée-Conception (de)

La précédente église Saint-Donatien-et-Saint-Rogatien était déjà attenante au château comme l'édifice actuel, et datait de la même époque. Menaçant ruine dès le début du XIXe siècle, elle a finalement été démolie et remplacée par une église neuve achevée en 1861.
De style néoroman, c'est un pastiche maladroit d'une église romane. Elle abrite par contre de nombreux éléments de mobilier classés au titre des objets,.
- Saut-de-loup, rue de la Commanderie au hameau du Vaumion.
- Lavoir du Vaumion.

### Personnalités liées à la commune
- Frère Jean d'Ambleville, dernier commandeur templier de la maison du Temple de Puiseux (1307)[32].

### Héraldique
| Blason de Ambleville | Blason  | Fascé d'argent et de gueules de huit pièces au lion morné de sable, couronné d'or et brochant sur le tout. |
| Blason de Ambleville | Détails | Le statut officiel du blason reste à déterminer.                                                           |